# Гольчихинское сельское поселение
Гольчихинское сельское поселение — бывшее муниципальное образование в Вичугском районе Ивановской области. 12 июля 2010 года вместе с Гаврилковским и Золотиковским поселениями вошло в состав Октябрьского сельского поселения.
Состояло из сел: Дачное, Красный Октябрь; деревень: Старая Гольчиха, Захариха, Кирикино, Прислониха, Сопегино, Струбищи, Тимошиха, Цепики.
Административный центр — с. Красный Октябрь. Расстояние до районного центра — города Вичуга — 3 км.
Образовано в соответствие с законом Ивановской области от 11 января 2005 года № 4-ОЗ «О городских и сельских поселениях в муниципальных районах».

## Описание границ
(в ред. Закона Ивановской области от 12.10.2005 N 124-ОЗ)
Граница Гольчихинского сельского поселения начинается на западе со смежества с Гаврилковским сельским поселением и Родниковским муниципальным районом в точке пересечения железной дороги Кинешма — Москва, проходит по границе с Гаврилковским поселением на северо-западе, с Марфинским сельским поселением — на севере, с городским округом Вичуга с юга и запада, поднимается вверх по границе городского округа Вичуга на север, граничит с Сошниковским сельским поселением на севере, огибает с севера деревню Пандино, проходит по смежной границе КСП «Юринское», кв. 88, 92, 99, 108, 111, 112, 113 Гослесфонда и КСП «Вичугский», проходит по смежеству кв. 124 и 123 Вичугского лесхоза на юг, поворачивает на запад, проходит по смежеству СХПК «Колос» и 123, 122 кв. Вичугского лесхоза на юг, а далее поворачивает до границы Родниковского и Вичугского муниципальных районов и возвращается по их смежной границе в начало отсчета.